# Daniela Bösch-Widmer
Daniela Bösch-Widmer (* 1977) ist eine Schweizer Politikerin (Die Mitte). Sie gehört seit 2009 dem Landrat des Kantons Glarus an und ist seit Juni 2024 Landratspräsidentin.

## Leben
Daniela Bösch-Widmer besuchte von 1996 bis 1997 das Seminar für Pädagogische Grundausbildung in Zürich und anschliessend bis 1999 das Primarlehrerinnen- und Primarlehrerseminar am Irchel. Von 2019 bis 2021 absolvierte sie an der Pädagogische Hochschule Schwyz eine Einführung in die Integrative Förderung sowie anschliessend bis 2023 ein studium zur Schulischen Heilpädagogin an der Interkantonale Hochschule für Heilpädagogik (HfH) in Zürich. Bösch-Widmer war langjährig als Primarlehrerin tätig und arbeitet seit 2023 als Heilpädagogin und in der integrativen, schulischen Förderung auf der Primarstufe. Sie ist die sechste Landratspräsidentin unter 139 Amtsträgern.
Bösch-Widmer politisiert seit 2009 im Landrat. Sie war langjähriges Mitglied der Kommission Bildung/Kultur und Volkswirtschaft/Inneres gewesen und präsidierte diese von 2014 bis 2018. Sie gehörte der Spezialkommission Touristische Kerninfrastrukturen/«Lintharena» an und ist Mitglied der Geschäftsprüfungskommission des Landrats. Bösch-Widmer wurde am 26. Juni 2024 zur Landratspräsidentin gewählt, dem Landratsbüro gehört sie seit 2019 an.
Seit 2020 ist Bösch-Widmer Stiftungsrätin für den Freulerpalast, dem «Museum des Landes Glarus» in Näfels. Sie engagierte sich von 1997 bis 1999 als Nachhilfelehrerin für die Primar- und Sekundarstufe und war Ausbildnerin für Querflöte bei der Musikgesellschaft Mollis sowie für Bläserkurse beim Glarner Blasmusikverband. Sie wohnt in Niederurnen, ist verheiratet und kinderlos.

## Belege
1. ↑  gl.die-mitte.ch: Daniela Bösch-Widmer – Landrat. Abgerufen am 15. Januar 2025.
2. 1 2 3  danielaboesch.ch: Daniela Bösch-Widmer – Landratspräsidentin. Abgerufen am 15. Januar 2025.
3. ↑  glarus24.ch: In der Glarner Politik kommt die Gleichberechtigung der Frauen nach wie vor nicht voran. 26. Juni 2024; abgerufen am 15. Januar 2025.

| Personendaten    | Personendaten                         |
| ---------------- | ------------------------------------- |
| NAME             | Bösch-Widmer, Daniela                 |
| ALTERNATIVNAMEN  | Widmer, Daniela (Geburtsname)         |
| KURZBESCHREIBUNG | Schweizer Politikerin (Die Mitte/CVP) |
| GEBURTSDATUM     | 1977                                  |